# Turkey Open 2019
Die Turkey Open 2019 im Badminton fanden vom 19. bis zum 22. Dezember 2019 in Ankara statt. Es war die zwölfte Auflage der Turnierserie.

## Sieger und Platzierte
| Disziplin    | Gold                               | Silber                         | Bronze                                     |
| ------------ | ---------------------------------- | ------------------------------ | ------------------------------------------ |
| Herreneinzel | Luís Enrique Peñalver              | Brian Yang                     | Georgii Karpov                             |
| Herreneinzel | Luís Enrique Peñalver              | Brian Yang                     | Emre Lale                                  |
| Dameneinzel  | Neslihan Yiğit                     | Aliye Demirbağ                 | Özge Bayrak                                |
| Dameneinzel  | Neslihan Yiğit                     | Aliye Demirbağ                 | Naime Yilmaz                               |
| Herrendoppel | Mikkel Stoffersen Mads Vestergaard | Serdar Koca Serhat Salim       | Peyo Boichinov Alex Vlaar                  |
| Herrendoppel | Mikkel Stoffersen Mads Vestergaard | Serdar Koca Serhat Salim       | Mykhaylo Makhnovskiy Gennadiy Natarov      |
| Damendoppel  | Bengisu Erçetin Nazlıcan Inci      | Zehra Erdem İlayda Nur Özelgül | Sude Naz Baysal Basak Kilic                |
| Damendoppel  | Bengisu Erçetin Nazlıcan Inci      | Zehra Erdem İlayda Nur Özelgül | Daniella Gonda Ágnes Kőrösi                |
| Mixed        | Mikkel Stoffersen Susan Ekelund    | Mads Vestergaard Sofie Nyvang  | Mykhaylo Makhnovskiy Anastassija Prosorowa |
| Mixed        | Mikkel Stoffersen Susan Ekelund    | Mads Vestergaard Sofie Nyvang  | Emre Sönmez Zehra Erdem                    |